# Flaga Portlandu (Oregon)
Flaga Portlandu – jeden z symboli amerykańskiego miasta Portland.

## Opis flagi
Flagę Portlandu stanowi prostokątny płat tkaniny o stosunku wysokości do długości jak 3:5 (miasto używa flagi o wymiarach 3 stopy na 5). Na zielonym tle, nieznacznie przesunięta w stronę drzewca względem środka płata czteroramienna gwiazda, utworzona przez półkoliste zakończenia czterech błękitnych pasów. Równolegle do błękitnych pasów biegną pasy żółte, oddzielone od nich i od tła wąskimi pasami barwy białej. Wszystkie pasy są przesunięte względem środka długości i wysokości flagi, po stronie drzewca w dół, po stronie swobodnej w górę, u góry w stronę drzewca, na dole w stronę swobodną.

## Symbolika

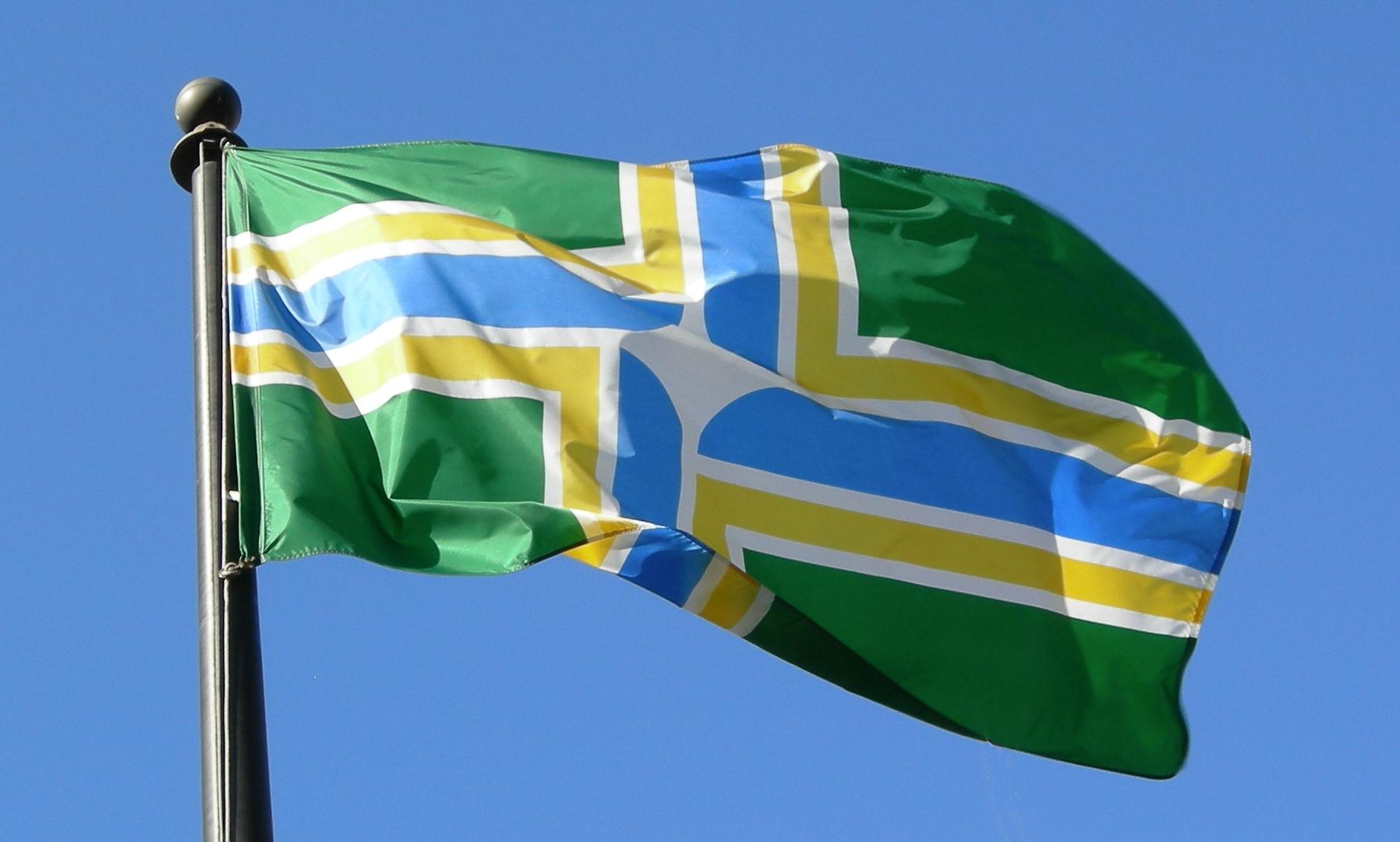
Przykład użycia flagi (nieprawidłowego, flaga powieszona „do góry nogami”)

Zielona barwa płata symbolizuje otaczające Portland lasy, błękitne pasy oznaczają rzeki – Kolumbię i Willamette, które łączą się w granicach miasta. Ich połączenie symbolizuje czteroramienna gwiazda. Pasy żółte oznaczają dojrzałe zboże (Portland jest jednym z głównych ośrodków eksportu pszenicy). Białe pasy pełnią rolę separacyjną i dekoracyjną.

## Historia
Flagę oficjalnie ustanowiono uchwałą nr 176874 z dnia 4 września 2002, choć jej wzór zaprojektowano w 1969 roku i była już uprzednio używana bez formalnej uchwały w nieco innej wersji – z pieczęcią miasta barwy złotej w białym okręgu na błękitnym tle w kantonie flagi.
Jeszcze inny projekt, wykonany w 1957 roku a używany przez miasto (flaga taka zdobiła pomieszczenia Rady Miejskiej w latach 1959–1970) mimo braku formalnej uchwały, stanowił płat tkaniny o proporcjach 3:5, barwy jasnobłękitnej z pasem barwy złotej od strony drzewca, na którym pionowo, jedna nad drugą umieszczono czarne cyfry tworzące rok inkorporacji miasta – 1851. Pośrodku błękitnego pola umieszczono w okręgu grafikę przedstawiającą czasy pionierów Portlandu (nie było to jednak oficjalne logo ani pieczęć miasta) między dwoma różami umieszczonymi w szerszym okręgu na zielonym tle. Nad różami umieszczony był napis „Portland”, pod nimi „Rose Festival City”; wszystkie napisy barwy czarnej.
Znane są jeszcze dwa projekty flag, de facto używane, choć nigdy nie uchwalone. Flaga z 1950 roku przedstawiała na białym płacie pieczęć miasta, nad nią półkoliście napis „CITY OF ROSES”, pod nią poziomo „PORTLAND, OREGON”. Flagi tej używano m.in. na dorocznym Portland Rose Festival.
Najstarsza znana flaga pochodzi z 1917 roku. Złożona była z trzech równej wysokości poziomych pasów: białego, błękitnego i białego, pośrodku flagi umieszczono czerwony okrąg. Była to zwycięska praca w ogłoszonym przez miasto konkursie. Mimo wypłacenia jej autorowi nagrody (25 dolarów) flagi zdecydowano się nie ustanawiać, uznając jej projekt za niezgodny z założeniami konkursu, nieoddający czasów pionierów miasta ani jego „ducha”.